# Tenorit
Tenorit, auch veraltet als Kupferschwärze, Schwarzkupfererz, Melaconit, Melakonit oder chemisch als Kupfer(II)-oxid bekannt, ist ein eher selten vorkommendes Mineral aus der Mineralklasse der Oxide und Hydroxide. Es kristallisiert im monoklinen Kristallsystem mit der chemischen Formel CuO und bildet seltener langgestreckte Kristalle bis zu 2 mm Länge, häufiger ist es pulverig, derb oder massiv. Das Mineral ist von grauschwarzer Farbe, erscheint im durchscheinenden Licht braun, im reflektierenden Licht grau mit goldenem Farbstich.

## Etymologie und Geschichte
Das Mineral wurde erstmals 1841 von Semmola auf dem Vesuv in Italien gefunden. Es wurde nach dem italienischen Botaniker Michele Tenore (1780–1861) benannt.

## Klassifikation
In der Systematik nach Strunz wird Tenorit zu den Oxiden mit einem Verhältnis von Metall zu Sauerstoff von 2:1 und 1:1 gezählt. Nach der 8. Auflage bildet dabei zusammen mit Crednerit, Delafossit, Mcconnellit und Paramelaconit eine Gruppe. In der 9. Auflage bildet es mit eine eigene Untergruppe der Oxide mit einem Verhältnis von Metall zu Sauerstoff von 1:1 und kleinen bis mittelgroßen Kationen.
In der Systematik nach Dana bildet es eine eigene Untergruppe der einfachen Oxide mit einer Kationenladung von 2+.

## Varietäten
Eine Varietät des Tenorits, bei der das Kupferoxid als Kolloid vorliegt, ist Geltenorit. Gefunden wurde die Varietät in Bisbee im US-Bundesstaat Arizona.

## Bildung und Fundorte
Tenorit bildet sich in der oxidativen Zone von Kupferlagerstätten unter hydrothermalen Bedingungen. Seltener kann es sich auch als Sublimationsprodukt in Vulkanen bilden. Es ist vergesellschaftet mit Cuprit, Kupfer, Chrysokoll, Malachit und Azurit, bei Bildung unter hydrothermalen Bedingungen auch Eisen-Mangan-Oxiden, bei Bildung als Sublimat mit Kupfer- und Alkalichloriden sowie Cotunnit.
Es sind eine Vielzahl von Fundorten bekannt, jedoch selten in kristalliner und reiner Form. Fundorte sind unter anderem Vesuv und Ätna in Italien, Cornwall und Lanarkshire in Großbritannien, Río Tinto in Spanien, Siegen, Daaden und Neubulach in Deutschland, Jáchymov in Tschechien, Bogoslovsk, Nizhni Tagil und Tolbatschik in Russland, Chuquicamata in Chile, Tsumeb in Namibia sowie Copper Harbor, Darwin und Bisbee in den Vereinigten Staaten.

## Kristallstruktur

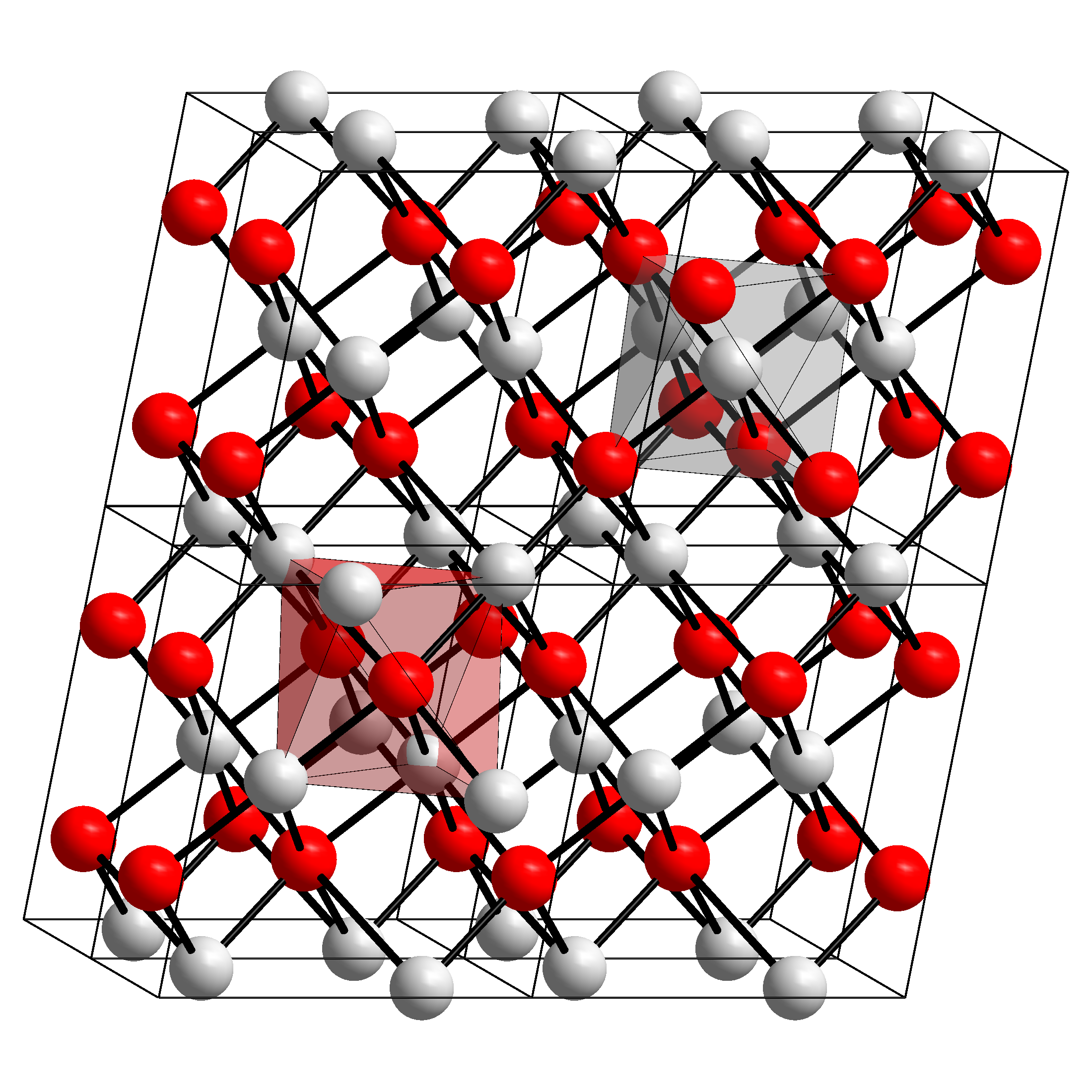
Kristallstruktur von Tenorit

Tenorit kristallisiert im monoklinen Kristallsystem in der Raumgruppe C2/c (Raumgruppen-Nr. 15) mit den Gitterparametern a = 4,69 Å; b = 3,43 Å, c = 5,14 Å und β = 99,5° sowie vier Formeleinheiten pro Elementarzelle.